# 卡多日追
卡多日追（藏語：མགར་རདོ་རི་གྲོད་，威利转写：Mkhar rdo ri khrod），位于西藏自治区拉萨市城关区，是一座藏传佛教格鲁派寺院。

## 简介
卡多日追位于夺底沟最深处的悬崖峭壁上。寺院周围长满刺藜和红果树。《老城史话》记载，“小庙是公元18世纪由卡多·索巴嘉措大师创建，从此便成了历辈卡多活佛驻锡的坛场。1959年以前，寺庙常驻比丘僧人二十一名，是色拉寺的一个分寺。”
1930年代至1940年代，卡多活佛格桑土登是西藏摄政第五世热振活佛的左膀右臂，权势很大。后来，热振活佛遭到摄政达扎活佛逮捕，死于布达拉宫夏钦角监狱。卡多活佛也被关进布达拉宫下方的雪巴列空监狱。起初，卡多活佛被判处挖去双眼，终身监禁，后来经擦绒·达桑占堆等元老提出异议，故获改判为抽打二百六十皮鞭，批枷戴锁，终身监禁在达赖警卫团营房。1951年卡多活佛出狱后死去。1958年，卡多活佛的转世灵童方才获得西藏噶厦承认，卡多日追重新归卡多活佛管辖。